# Xian de Qianxi (Hebei)
Pour les articles homonymes, voir Qianxi.
Le xian de Qianxi (迁西县 ; pinyin : Qiānxī Xiàn) est un district administratif de la province du Hebei en Chine. Il est placé sous la juridiction de la ville-préfecture de Tangshan.

## Démographie
La population du district était de 351 813 habitants en 1999.